# Ен-Наджаф
Ен-Наджаф, Ен-Неджеф (араб. النجف) — місто в південній частині Іраку, приблизно за 160 км на південь від Багдада, на правому березі річки Євфрат; столиця провінції Наджаф. Населення — 911 916.
Торгово-транспортний центр на шляху у Саудівську Аравію.
За переказами, заснований у 791 халіфом Харун ар-Рашидом.
Найбільше на півдні Іраку священне місто мусульман-шиїтів, місце їх паломництва до гробниці халіфа і першого імама шиїтів Алі, двоюрідного брата і зятя пророка Мухаммада. Центр шиїтської політичного життя в Іраку. За кількістю мусульманських паломників, які відвідують це місто щороку, поступається лише Мецці та Медіні.

## Історія

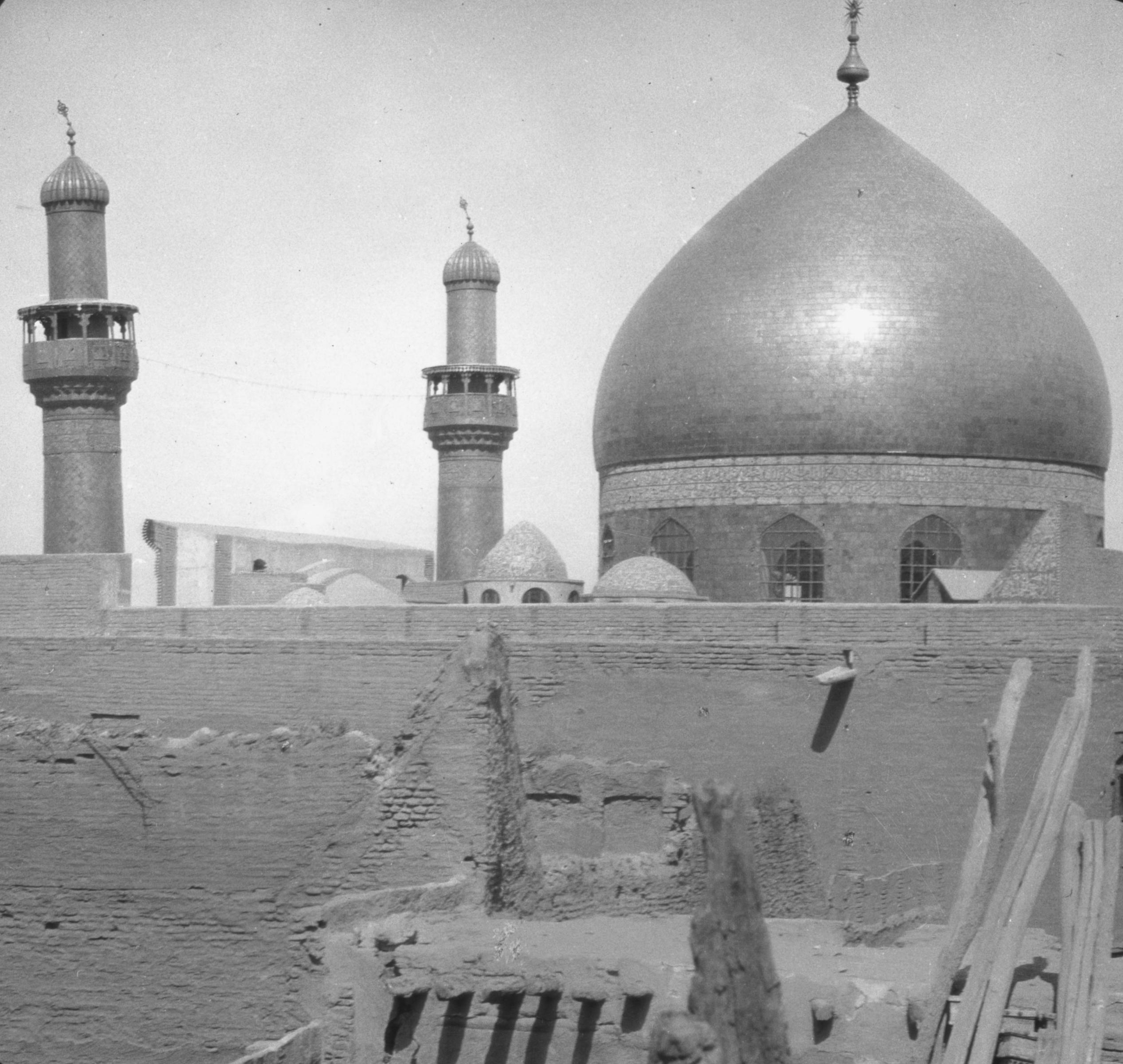
Мечеть Імама Алі, Неджаф 1932.

За часів Османської імперії на місто постійно нападали арабські кочові племена, в результаті були труднощі з водопостачанням, у зв'язку з чим різко падала чисельність постійних жителів. Проблеми з водою були вирішені до початку XIX століття, але до того часу місто вже втратило своє значення як центр паломництва і відновило його лише у другій половині XX століття.
У 1965 у в Неджефі оселився аятола Рухолла Мусаві Хомейні, лідер і керівник іранської антішахської опозиції. У кінці 1978 під тиском іракських властей він був змушений виїхати до Франції, а у 1979 тріумфально повернувся в Іран і очолив нову ісламську державу.

## Сучасність
При Саддамі Хусейні релігійна діяльність іракських шиїтів піддавалася обмеженням, враховуючи домінуюче становище представників сунітського напрямки ісламу і близькість шиїтів за своїми релігійними віруваннями до сусіднього Ірану.
У 1991, під час Війни в Перській затоці, тут спалахнуло масове повстання, жорстоко придушене іракською армією. Місту було завдано значних руйнувань, але воно було відновлене. Проте жителі Ен-Наджафа зберегли неприязне ставлення до Саддама Хусейна.
У лютому 1999 убитий духовний лідер Ен-Наджафа Мохаммед Садек ас-Садр і двоє його синів. У вбивствах звинуватили режим Саддама Хусейна. Справу батька продовжив його син, молодий радикальний лідер Муктада аль-Садр.
Під час американського вторгнення в 2003 місто був оточений наступаючими військами, 26-27 березня під містом стався найзапекліший бій з початку вторгнення, але не піддавався штурму з побоювання політичних наслідків і здався без бою днів через десять, майже одночасно з падінням Багдад а.
У Багдаді існує район (так званий «Садр-сіті», іменований так на честь Садек ас-Садра), населений приблизно 2 мільйонами шиїтів, які вважають себе автономними від центральної влади і виконують розпорядження Муктади ас-Садра, що надходять з Ен-Наджафа.
Ен-Наджаф став оплотом шиїтських повстанців, очолюваних Муктадою аль-Садром. Збройні загони, якими він керує, іменують себе «Армією Махді» (у шиїтів Магді — це месія, рятівник, так званий «прихований» імам, який, за переказами, безслідно зник в дитячому віці, але з'явиться перед «кінцем світу» і відновить на землі справедливість).
У квітні-травні 2004 року «Армія Махді» розгорнула добре скоординоване повстання по всьому центральному і південному Іраку у спробі встановити контроль над країною до планованої на 30 червня передачі влади новому іракському уряду. Повстання завершилося перемир'ям з американськими окупаційними властями. Муктада ас-Садр підвищив свій авторитет і закріпився в Ен-Наджафі, який увійшов в зону відповідальності польського контингенту багатонаціональних сил.
У серпні 2004 місто знову стало ареною боїв (див. Битва при Ен-Наджафі (2004)).

## Населення
- 1965—164 558[1]
- 1987—309 010[1]
- ???? — 560 000 осіб[5]
- 2012—911 916[1]

## Пам'ятки культури

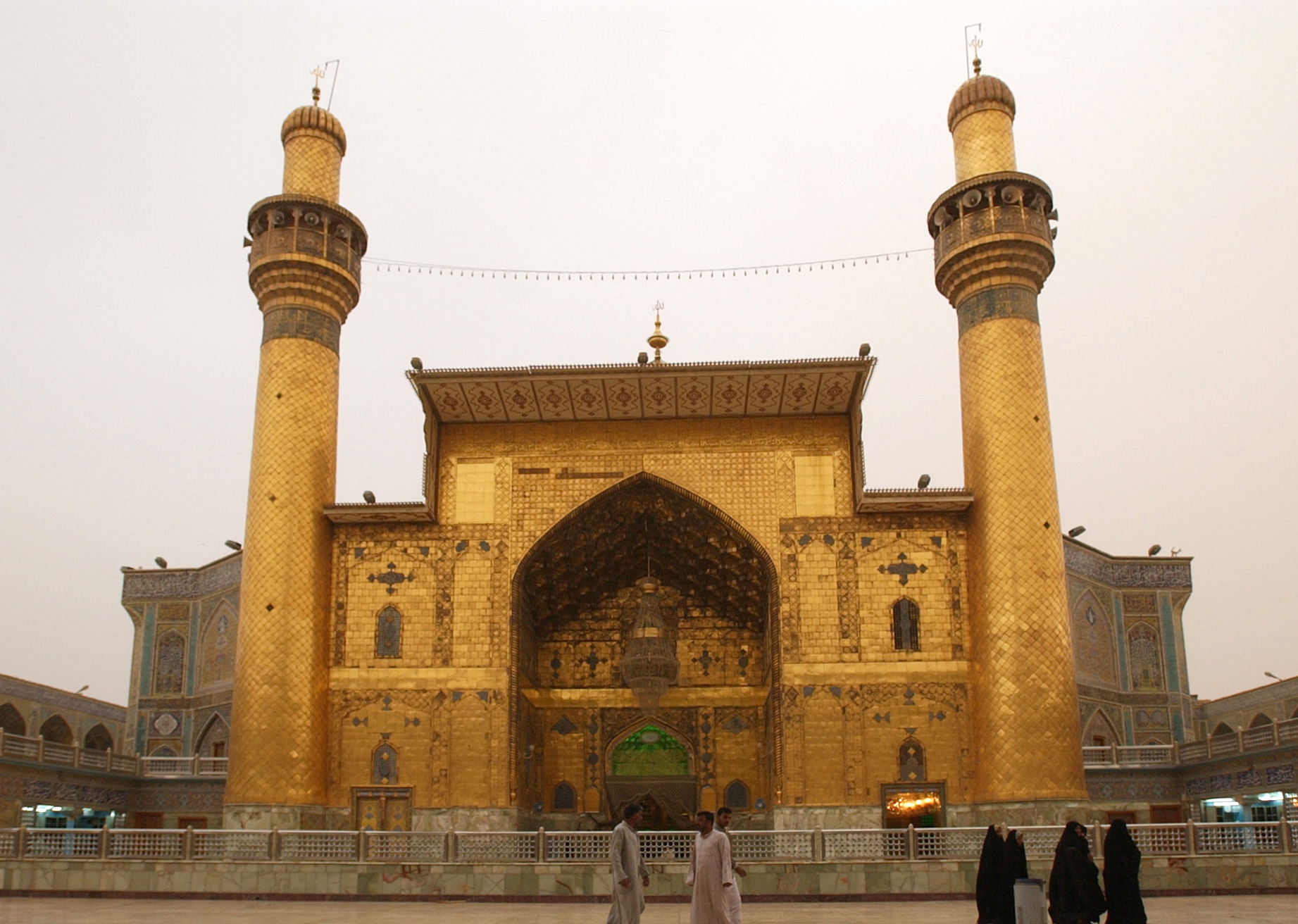
Мавзолей-мечеть Алі в Ен-Наджафі

Головний архітектурний пам'ятник міста — мавзолей-мечеть імама Алі.
Серед предметів, що зберігаються у мавзолеї імама Алі — 550 манускриптів Корану, у тому числі примірник, написаний, рукою самого Імама. Крім того, там зберігаються також 420 ювелірних прикрас — корони, намиста та інші вироби із золота, інкрустовані дорогоцінним камінням, 214 золотих підсвічників і кадильниць, рідкісна колекція з 325 килимів.
Недалеко від мавзолею імама Алі розташована так звана Долина миру (Ваді ас-Салам) — гігантський шиїтський цвинтар, куди звозять для захоронення покійних не тільки з усього Іраку, а й з інших країн, де поширений шиїзм. Для шиїтів вважається почесним бути похованим поряд з імамом Алі ібн Абу Талібом, в очікуванні Судного дня. Тут же знаходяться могили декількох інших ісламських пророків. Є найбільшим цвинтарем у світі.
Протягом багатьох століть навколо святині було зведено безліч лікарень, шкіл, бібліотек, суфійських монастирів, що перетворило місто у центр шиїтської теології. У роки правління Саддама Хусейна багато з них були сильно пошкоджені, коли прямо через центр Долини світу було прокладено шосе.

## Відомі особистості
В поселенні народився:
- Вафаа Білал (* 1966) — американський художник іракського походження.